# Bruno Fernando
Bruno Afonso David Fernandes, znany jako Bruno Fernando (ur. 15 sierpnia 1998 w Luandzie) – angolski koszykarz, występujący na pozycji silnego skrzydłowego, reprezentant kraju, obecnie zawodnik Atlanty Hawks.
7 sierpnia 2021 został wytransferowany do Boston Celtics. 10 lutego 2022 trafił w wyniku wymiany do Houston Rockets. 9 lutego 2023 dołączył do Atlanty Hawks w wyniku transferu.

## Osiągnięcia
Stan na 12 lutego 2023, na podstawie, o ile nie zaznaczono inaczej.
NCAA
- Uczestnik rozgrywek turnieju NCAA (2019)
- Zaliczony do:
  - I składu:
    - Big 10 (2019)
    - defensywnego Big 10 (2019)
    - najlepszych pierwszorocznych Big 10 (2018)

  - składu honorable mention All-America (2019 przez Sporting News)
- Zawodnik tygodnia Big Ten (14.01.2019)
- Debiutant tygodnia Big Ten (19.02.2018, 8.01.2018)

Reprezentacja
- Mistrz Afryki U–18 (2016)
- Uczestnik:
  - kwalifikacji olimpijskich (2016 – 5. miejsce)
  - mistrzostw świata U–17 (2014 – 11. miejsce)